# Komenda (wieś)
Komenda – wieś w Słowenii, siedziba gminy Komenda. W 2018 roku liczyła 904 mieszkańców.
Założona jako rzymski posterunek wojskowy. W późniejszych wiekach została zasiedlona przez Słowian. Znajduje się w niej zamek oraz barokowy kompleks z kościołem pod wezwaniem św. Piotra. Kościół, będący główną atrakcją turystyczną miasta, należał do Zakonu Kawalerów Maltańskich. Wzmiankowany już w roku 1147, dzisiejszą formę przybrał w roku 1729. Otoczenie świątyni zostało zrewitalizowane w XX wieku według projektu jednego z najsłynniejszych architektów słoweńskich – Jože Plečnika.